# Glaire
Glaire é uma comuna francesa na região administrativa de Grande Leste, no departamento Ardenas. Estende-se por uma área de 6,45 km². Em 2010 a comuna tinha 878 habitantes (densidade: 136,1 hab./km²).